# Бджолиний віск

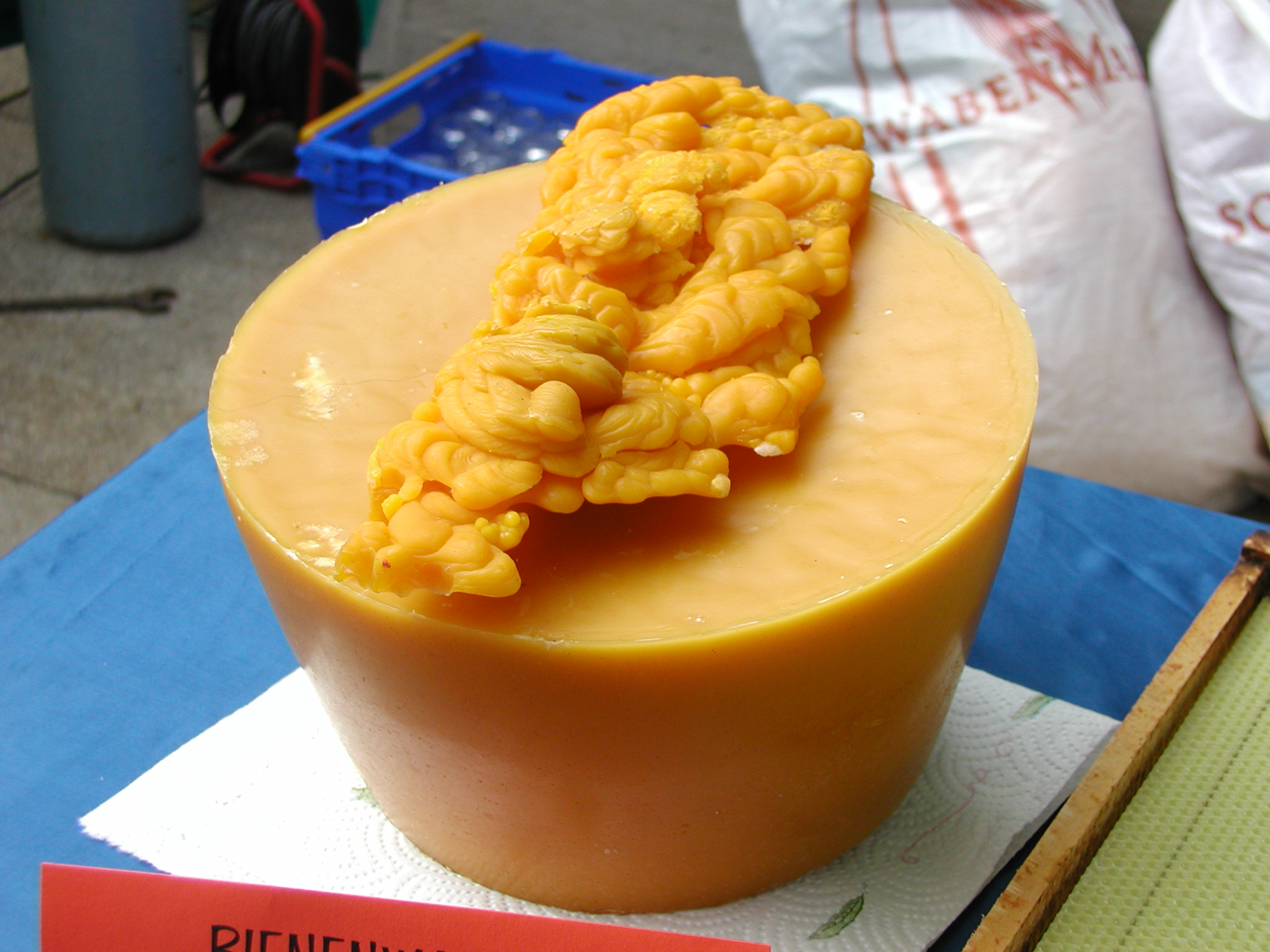
Кругляк з бджолиного воску

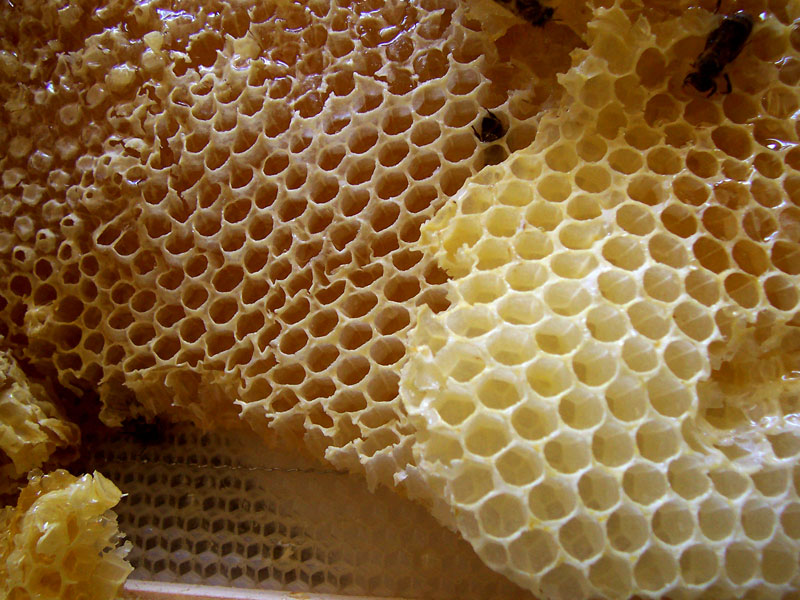
Бджолині стільники

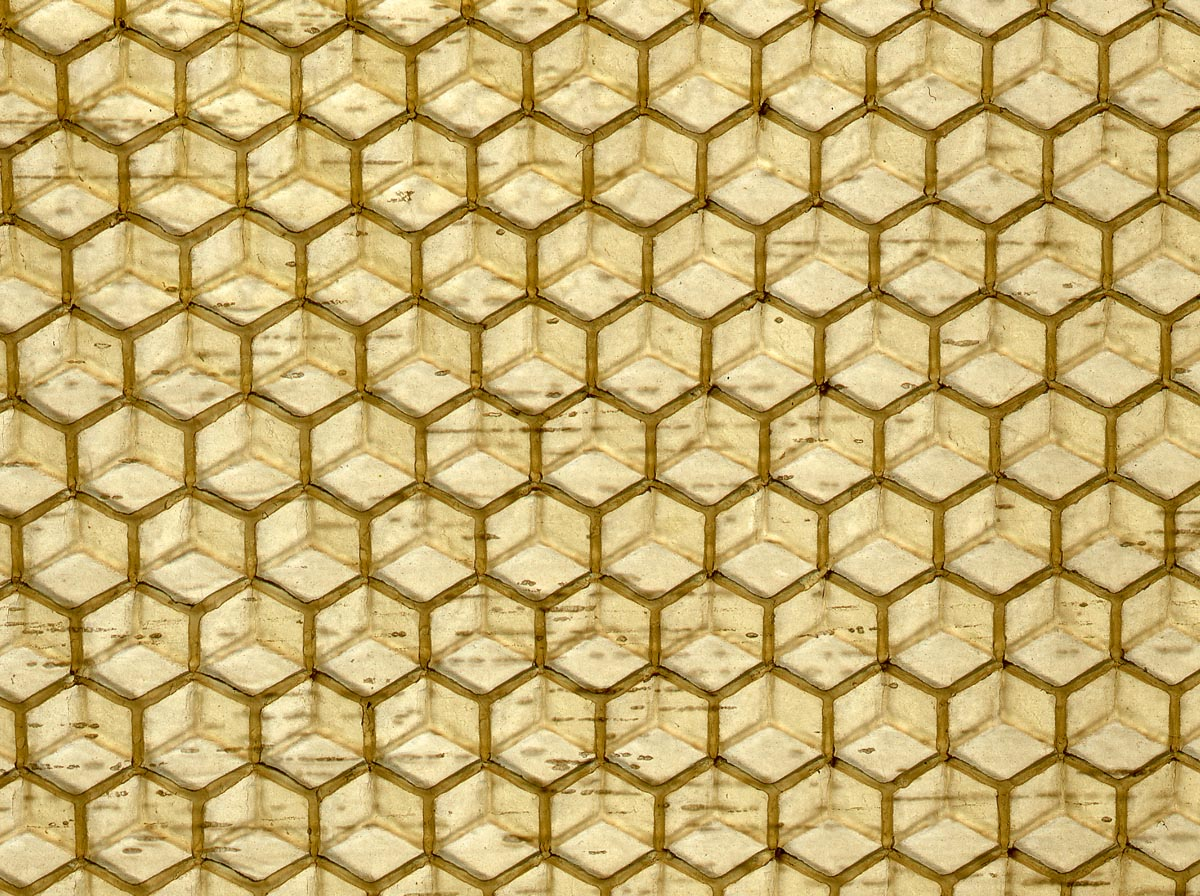
Штучна вощина з бджолиного воску

Бджолиний ві́ск — речовина, що виробляється особливими восковими залозами, розташованими на стернітах робочої бджоли. На останніх чотирьох черевних півкільцях помітні оголені частини тіла з блискучою поверхнею. Вони називаються восковими дзеркальцями і служать місцем накопичення тонкого шару воску у вигляді пластинок під час функціонування залоз. Старі бджоли воску не виділяють. На вироблення 1 кг воску витрачається 3,5 кг меду, та деяка кількість перги.
На більшості пасік отримують до 1 кг воску на сім'ю за сезон.

## Опис
Бджоли будують з воску гніздо у вигляді двосторонніх стільників. Стільник складається з шестигранних комірок, повернених дном одна до одної. Комірки перебувають майже в горизонтальному положенні, їх краї дещо підняті догори.
Віск у вигляді свіжовідбудованого стільника (вощини) має білий колір, а отриманий після переробки воскової сировини — від світло- до темно-жовтого. На холоді він твердий, крихкий, при нагріванні стає м'яким і плавиться. Температура плавлення — 62-63 °C. Віск легший за воду. Густина його при 15 °C — 0,956-0,959 кг/дм³. Він розчинний в скипидарі, хлороформі, бензині і інших органічних речовинах.

## Плавлення воску
У традиційному господарстві віск плавили зі стільників майстри-воскобійники в спеціальних приміщеннях — воскобійнях, воскобійницях, використовуючи воскопрес. Для отримання чистого воску стільники після відкачування меду переплавляли в казані. Першочерговому переплавленню підлягали дрібні і непридатні стільники (щоб запобігти їх знищенню восковими молями). Покришені на дрібні шматочки стільники плавили на повільному вогні, не доводячи до кипіння. Рідкий віск наливали в мішок з рідкої прядив'яної тканини, і поміщали під прес, який міг бути гвинтовим чи клиновим. Загвинчуючи гвинт чи забиваючи клинці, опускали верхню дошку преса і добивалися виходу чистого воску через мішок. Рештки неочищеної вощини (воскобоїни) нагрівалися у казані й знову закладалися під прес. У відходи воскобоїни йшли, коли на них при стискуванні переставала з'являтися біляста плівка. Вичавлений віск ще раз переплавляли, відстоювали, щоб рештки домішок осіли на дно, й нарешті розливали у форми.
Зараз для топлення воску вживають різноманітні за конструкцією воскотопки: сонячні, парові, водяні, пічні та ін.

## Застосування
Бджолиний віск знаходить застосування в медицині. Він входить до складу деяких пластирів, мазей, кремів. Віск добре всмоктується шкірою і додає їй гладкого і ніжного вигляду, тому він широко застосовується в косметичній медицині.
Зареєстрований як харчова добавка E901.